# Lago de Zurique

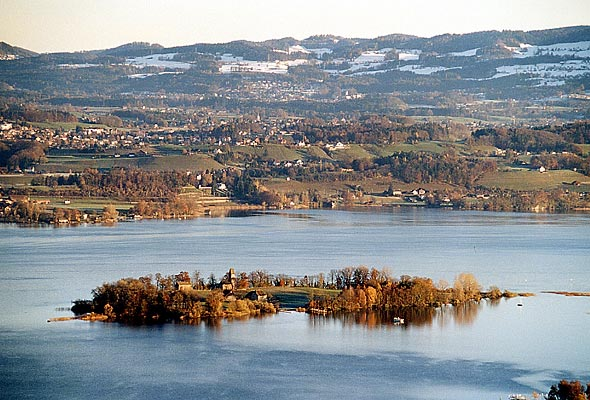
A ilha Ufenau.

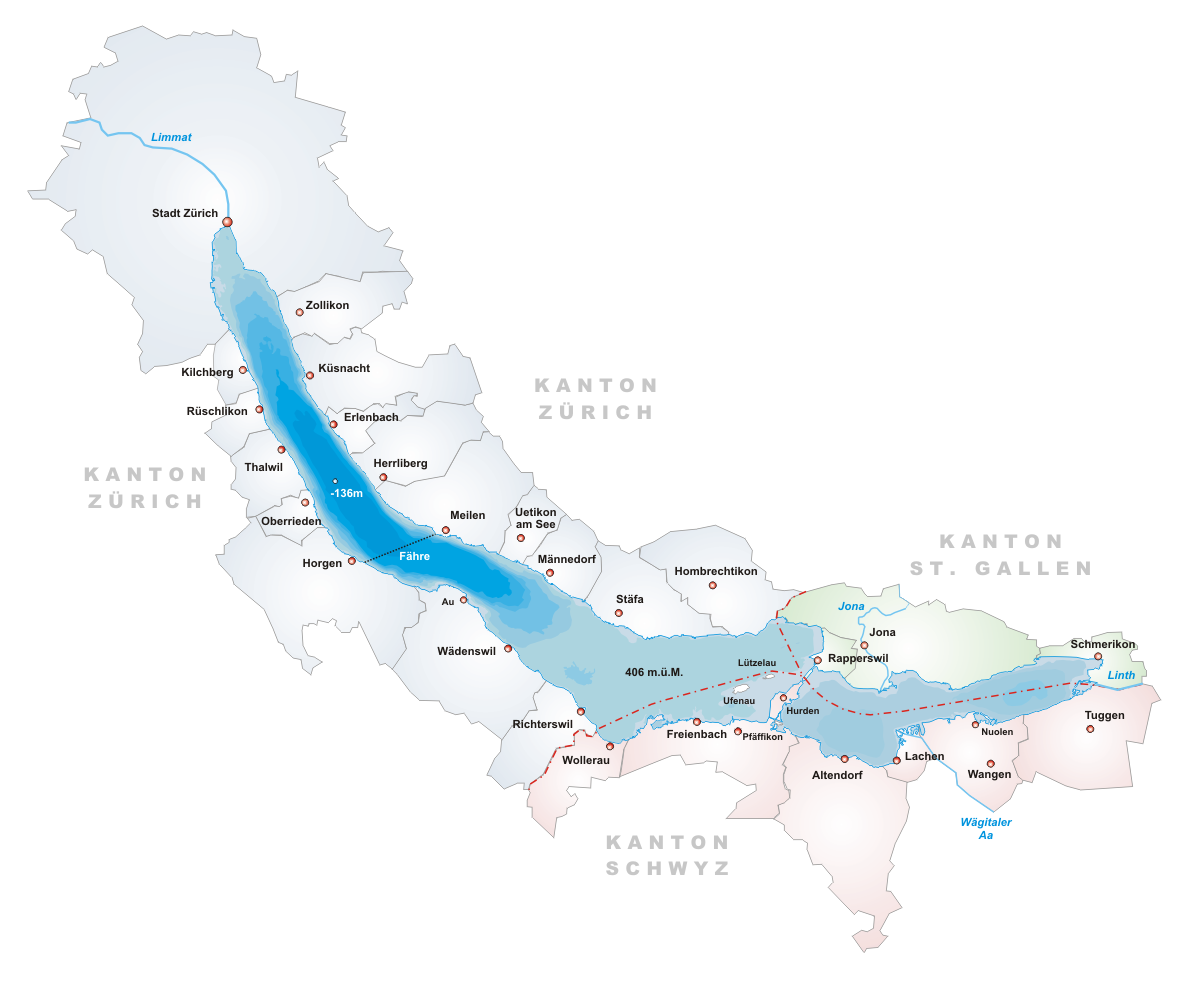
O mapa do lago.

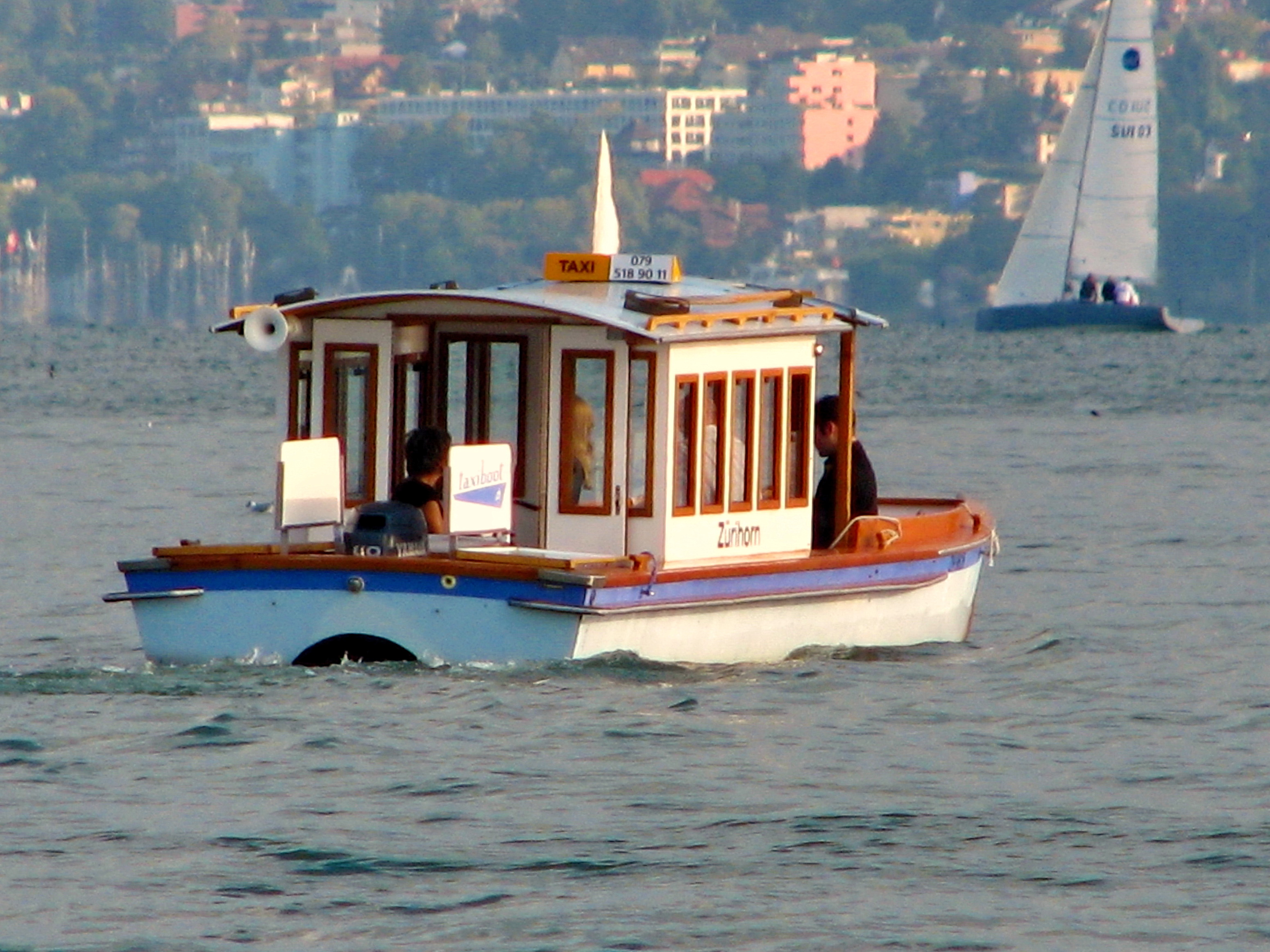
Táxi aquático - Lago de Zurique, Suíça.

O Lago de Zurique (suíço-alemão/alemânico: Zürisee; Língua alemã: Zürichsee) é um lago localizado na Suíça, se estendendo ao sudeste de Zurique. Geograficamente, o lago é localizado ao sudoeste do Cantão de Zurique. À sua leste, existem dois lagos ainda, o lago Greifensee e o lago Pfäffikersee. É neste lago que o Rio Linth desemboca, um rio que é proveniente dos glaciares do maciço de Tödi no Cantão de Glaris. Este rio foi desviado pelo canal Escher (terminado em 1811) dentro do Lago de Walen, de onde, por causa do canal de Linth (terminado em 1816), suas águas são levadas ao extremo do lago Zurique. Este rio passa desde o extremo noroeste do lago, atravessa a cidade de Zurique e, enfim, se torna o rio Limmat. Além dele, os rios que desembocam nesse lago são pouco caudalosos. A área do lago é de aproximadamente 90 km², sua extensão máxima é de 40 km, sua máxima profundidade é de 143 metros e sua altitude é de 406 metros. Em sua maior parte, se localiza no Cantão de Zurique, como bem dissemos; entretanto, 21 km² de sua costa sul pertencem ao Cantão de Schwyz e 10 km² de sua costa norte pertencem ao Cantão de São Galo. É considerado um dos mais importantes lagos da Suíça, da Europa e, talvez, do mundo e também o mais limpo do país.